# Ромни (Западная Виргиния)
Ромни (англ. Romney) — город в штате Западная Виргиния США. Он является административным центром округа Хампшир. В 2010 году в городе проживало 1848 человек.

## Географическое положение
Ромни находится на востоке штата Западная Виргиния в долине реки Южный Потомак. Он является основным городом и окружным центром округа Хампшир. Полная площадь города — 2,49 км².

## История
Ромни является самым старым городом Западной Виргинии (вместе с Шеферстауном), так как он был инкорпорирован 23 декабря 1762 года. Первыми европейцами, осевшими на нынешней территории города, были Джоб и Джон Пирсел. Они построили фермы около 1738 года. К концу 1740-х годов в городе, тогда известном как Пирселс-Флэт, проживало примерно 200 поселенцев. Во время войны с индейцами в 1754 году они укрывались в форте Пирсэл под защитой войск Джорджа Вашингтона. К 1762 году Томас 6-й лорд Фэрфакс, который владел частью существующей тогда Виргинии, убедил губернатора Виргинии выбрать Пирселс-Флэт в качестве административного центра округа Хампшир (округ был создан в 1754 году). Фэрфакс переименовал город в Ромни в честь города в Англии, одного из пяти портов. Из-за своего стратегического положения на северо-западной дороге Ромни переходил между южанами и северянами более 56 раз во время Гражданской войны. Большинство жителей города симпатизировали южанам.

## Население
По данным переписи 2010 года население Ромни составляло 1848 человека (из них 44,1 % мужчин и 55,9 % женщин), 843 домашних хозяйств и 410 семей. Расовый состав: белые — 95,8 %, афроамериканцы — 2,7 %, коренные американцы — 0,2 %, азиаты — 0,1 и представители двух и более рас — 1,1 %.
Из 843 домашних хозяйств 48,6 % представляли собой совместно проживающие супружеские пары (20,8 % с детьми младше 18 лет), 51,4 % не имели семьи. В среднем домашнее хозяйство ведут 2,01 человек, а средний размер семьи — 2,83 человека. Доля лиц старше 65 лет — 23,6 %. Средний возраст населения — 37,9 лет. Средний доход на семью составлял $32 803.
Динамика численности населения:
|  |

### Климат
По классификации климатов Кёппена климат Ромни относится к субтропическому муссонному. Климат города характеризуется относительно высокими температурами и равномерным распределением осадков в течение года. Летом он находится под влиянием влажного, морского воздуха с океана. Средняя температура в году — 11,6 °C, самый тёплый месяц — июль (средняя температура 23,4 °C), самый холодный — январь (средняя температура 0,7 °C). Максимальная зафиксированная в городе температура — 42,8 °C была зафиксирована в августе, минимальная — −28.9 °C — в январе.
| Показатель                       | Янв.  | Фев.  | Март | Апр.  | Май  | Июнь | Июль | Авг. | Сен. | Окт.  | Нояб. | Дек.  | Год   |
| -------------------------------- | ----- | ----- | ---- | ----- | ---- | ---- | ---- | ---- | ---- | ----- | ----- | ----- | ----- |
| Абсолютный максимум, °C          | 26,1  | 29,4  | 34,4 | 38,3  | 38,3 | 40   | 41,7 | 42,8 | 40   | 36,7  | 29,4  | 26,7  | 42,8  |
| Средний суточный максимум, °C    | 5,2   | 6,7   | 12,3 | 18,7  | 24,6 | 28,6 | 30,8 | 29,9 | 26,5 | 20,2  | 13    | 6,6   | 18,6  |
| Средняя температура, °C          | −0,4  | 0,6   | 5,6  | 11,1  | 16,7 | 21,1 | 23,4 | 22,6 | 18,9 | 12,5  | 6,5   | 1     | 11,6  |
| Средний суточный минимум, °C     | −6    | −5,6  | −1,2 | 3,5   | 8,8  | 13,6 | 16   | 15,2 | 11,3 | 4,8   | −0,1  | −4,6  | 4,7   |
| Абсолютный минимум, °C           | −28,9 | −28,9 | −20  | −13,9 | −5   |      | 3,9  | −5,6 | −4,4 | −10,6 | −18,3 | −26,1 | −28,9 |
| Среднее число дней с осадками    | 8     | 7     | 9    | 10    | 11   | 10   | 10   | 9    | 8    | 8     | 8     | 7     | 105   |
| Норма осадков, мм                | 60    | 52    | 77   | 77    | 86   | 91   | 96   | 90   | 75   | 68    | 54    | 59    | 884   |
| Среднее число дней с заморозками | 26,2  | 23,9  | 19,5 | 8,7   | 1,4  |      |      |      | 0,4  | 6,9   | 16,4  | 25    | 128,5 |
| Источник: Погода и климат        |       |       |      |       |      |      |      |      |      |       |       |       |       |

## Достопримечательности
В Ромни находится 11 объектов, занесённых в Национальный реестр исторических мест США. Среди них здание старой библиотеки (англ. Literary Hall), построенное в 1869-1870 годах, здание окружной администрации, построенное в 1922 году. Много объектов, связанных с Гражданской войной.